# Université Roi Juan Carlos
L'université Roi Juan Carlos (en espagnol, Universidad Rey Juan Carlos - URJC ) est établissement d'enseignement supérieur situé dans la Communauté de Madrid, en Espagne.

## Histoire
Fondée le 8 juillet 1996, son nom rend hommage au roi Juan Carlos Ier d'Espagne. L'université est créée par le gouvernement régional d'Alberto Ruiz-Gallardón, qui veut en faire un espace universitaire sous l'influence idéologique et académique du Parti populaire (PP), imitant l'université Charles-III de Madrid, installée sept ans plus tôt par le Parti socialiste.

## Implantations
L'université se répartit sur cinq sites de la Communauté de Madrid, à Alcorcón, Aranjuez, Fuenlabrada, Madrid (Vicálvaro) et Móstoles.

## Facultés et écoles
- Faculté des sciences de la santé
- Faculté des sciences juridiques et sociales
- Faculté des sciences de la communication
- École supérieure des sciences expérimentales et de technologie (ESCET)
- École technique supérieure d'ingénierie des télécommunications (ETSIT)
- École technique supérieure d'ingénierie informatique (ETSII)
- Faculté des sciences économiques et gestion d'entreprise

## Polémiques
En 2018, l’université est au cœur d’un scandale appelé le « mastergate ». Au mois de mars, le journal eldiario.es révèle que la présidente de la région de Madrid Cristina Cifuentes aurait obtenu son master à l’université de manière frauduleuse, sans participer aux cours ni aux examens. Elle finit par démissionner. Le dirigeant du Parti populaire Pablo Casado est également épinglé pour un diplôme en droit des régions sans cours ni examen. Face aux polémiques, l’université annonce la fermeture de son institut de droit public en juillet 2018. En septembre, c’est la ministre socialiste de la Santé Carmen Montón qui doit à son tour démissionner en raison d’une manipulation de ses notes pour l’obtention de son master en études de genre.